# روز انتخابات (ایالات متحده آمریکا)
روز انتخابات در ایالات متحده آمریکا، یک روز سالانه برای برگزاری انتخابات عمومی مقامات دولتی فدرال است. این روز به‌طور قانونی توسط دولت ایالات متحده به عنوان «سه‌شنبهٔ بعد از اولین دوشنبهٔ ماه نوامبر» تعیین شده، یا به عبارت دیگر، سه‌شنبه‌ای که بین ۲ تا ۸ نوامبر باشد.
برای پست‌های فدرال (رئیس‌جمهور، معاون رئیس‌جمهور، و کنگره ایالات متحده) و اکثر دفاتر فرمانداری (همه به جز کنتاکی، لوئیزیانا، می‌سی‌سی‌پی، نیوجرسی و ویرجینیا)، روز انتخابات فقط در سال‌های زوج برگزار می‌شود. انتخابات ریاست جمهوری هر چهار سال یک بار در سال‌هایی که بر چهار بخش‌پذیر هستند برگزار می‌شود که در آن بر اساس روشی که هر ایالت تعیین می‌کند، انتخاب کنندگان رئیس‌جمهور و معاون رئیس‌جمهور انتخاب می‌شوند. انتخابات مجلس نمایندگان و سنای ایالات متحده آمریکا هر دو سال یکبار برگزار می‌شود. نمایندگان مجلس نمایندگان برای دوره‌های دو ساله انتخاب می‌شوند، در حالی که سناتورها دوره‌های شش ساله دارند، اما به طوری که یک سوم سناتورها در هر انتخابات عمومی در معرض انتخاب مجدد قرار می‌گیرند. انتخابات عمومی که در آن نامزدهای ریاست جمهوری در برگه رای حضور ندارند، انتخابات میان دوره ای نامیده می‌شود. دورهٔ خدمت برای منتخبان از ژانویهٔ سال بعد از انتخابات آغاز می‌شود. رئیس‌جمهور و معاون رئیس‌جمهور در روز معارفه، که معمولاً ۲۰ ژانویه است، تحلیف می‌شوند (سوگند یاد می‌کنند).
انتخابات بسیاری از پست‌های ایالتی و محلی نیز برای راحتی و صرفه جویی در هزینه در همان روز انتخابات عمومی برگزار می‌شوند، اگرچه تعداد انگشت شماری از ایالت‌ها در طول سال‌های فرد یا در سایر میان دوره ای‌های زوج، انتخابات ایالتی (مانند فرماندار) را برگزار می‌کنند. سال، و ممکن است انتخابات ویژه ای برای دفاتری که خالی شده‌اند برگزار کند. کنگره تاریخ یکسانی را برای انتخابات ریاست جمهوری و مجلس تعیین کرده است، اگرچه رأی‌گیری زودهنگام در بسیاری از ایالت‌ها مجاز است و ایالت‌ها دارای روش‌های رأی‌گیری پستی نیز هستند.
دلاور، هاوایی، ایلینوی، کنتاکی، لوئیزیانا، مونتانا، نیوجرسی، نیویورک، اوهایو، ویرجینیا، ویرجینیای غربی و قلمرو پورتوریکو روز انتخابات را تعطیل رسمی اعلام کرده‌اند. برخی از ایالت‌های دیگر نیاز دارند که کارگران مجاز به مرخصی از کار بدون از دست دادن حقوق باشند. بخش ۱۴۰۰۰ کد انتخابات کالیفرنیا و قانون انتخابات ایالت نیویورک مقرر می‌دارد که کارمندانی که زمان کافی برای رای دادن ندارند، باید در شروع یا پایان یک شیفت، دو ساعت مرخصی با حقوق دریافت کنند.

## تاریخچه
در سال ۱۷۹۲، قانون فدرال به هر مجلس قانونگذاری ایالتی اجازه داد تا در هر زمان در یک دوره ۳۴ روزه قبل از اولین چهارشنبه دسامبر، گزینندگان ریاست‌جمهوری را انتخاب کند. برگزاری انتخابات در ماه نوامبر مناسب بود، زیرا برداشت محصول کامل شده بود، در عین حال زمستان سردی که مانع حمل و نقل می‌شد، هنوز فرا نرسیده بود؛ نکتهٔ مثبت دیگر این بود که نتایج انتخابات نیز تقریباً در ابتدای سال جدید مشخص و نهایی می‌شد. روز سه شنبه به عنوان روز انتخابات انتخاب شد تا رای‌دهندگان بتوانند روز یکشنبه در کلیسا حاضر شوند، روز دوشنبه به محل رای‌گیری (معمولاً در محل فرمانداری) بروند و قبل از چهارشنبه رای دهند، که معمولاً روزی بود که کشاورزان محصولات خود را در بازار می‌فروختند. در اصل، ایالت‌ها به‌طور قابل توجهی در روش انتخاب گزینندگان متفاوت بودند. اما به تدریج، ایالت‌ها بر سر انتخاب با نوعی رای مردمی همگرا شدند.
توسعه تلگراف برقی مورس، که هزینهٔ آن توسط کنگره در سال ۱۸۴۳ تأمین شد و با موفقیت در سال ۱۸۴۴ آزمایش شد، یک تغییر تکنولوژیکی بود که به وضوح آینده ای قریب‌الوقوع از ارتباطات فوری را در سراسر کشور رقم زد. برای جلوگیری از تأثیرگذاری اطلاعات یک ایالت بر نتایج انتخابات ریاست جمهوری در ایالت دیگر، کنگره در سال ۱۸۴۵ با تعیین یک تاریخ ملی واحد برای انتخاب گزینندگان ریاست جمهوری موافقت کرد. کنگره اولین سه‌شنبه بعد از اولین دوشنبه ماه نوامبر را برای هماهنگ‌کردن شیوه‌های انتخاباتی فعلی با پنجره ۳۴ روزه موجود در قوانین فدرال انتخاب کرد، زیرا فاصله بین روز انتخابات تا اولین چهارشنبه دسامبر همیشه ۲۹ روز است. به این ترتیب روز انتخابات بین ۲ و ۸ نوامبر محدود می‌شود. از اول نوامبر اجتناب شد زیرا روز همه قدیسین است و صاحبان مشاغل معمولاً در اولین روز ماه حسابداری ماه قبل را انجام می‌دهند. با شروع انتخابات ریاست جمهوری، ایالت‌ها به تدریج اکثر انتخابات‌ها را با این تاریخ مطابقت دادند.
متمم بیستم قانون اساسی آمریکا که در سال ۱۹۳۳ تصویب شد، تاریخ شروع و پایان دوره ریاست جمهوری، معاون رئیس‌جمهور، نمایندگان کنگره و سناتورها را تغییر داد. اما بر زمان برگزاری انتخابات تأثیری نداشت.

## مسائل زمان‌بندی
اکثریت رای‌دهندگان باید سه شنبه‌ها در محل کار حاضر شوند. این امر باعث شده است که فعالان بدیل‌هایی را برای افزایش مشارکت رای‌دهندگان تبلیغ کنند. راه حل‌های جایگزین شامل تبدیل روز انتخابات به عنوان تعطیلات فدرال یا ادغام آن با روز کهنه سربازان است که سالانه در ۱۱ نوامبر برگزار می‌شود، اجازه رای دادن به مدت چند روز، اجباری کردن مرخصی با حقوق برای رای دادن، تشویق رای‌دهندگان به رای زودهنگام یا رای دادن از طریق پست و تشویق ایالت‌ها به انعطاف‌پذیری بیشتر در هنگام اخذ رأی از دیگر اقداماتی است که برای حل مشکل زمان‌بندی پیشنهاد و اجرایی شده است.

### تعطیلات و مرخصی با حقوق

ایالت‌ها و مناطق آمریکا که روز انتخابات را تعطیل اعلام کرده‌اند

برخی از کارفرمایان در روز انتخابات به کارمندان خود اجازه می‌دهند دیرتر کار را شروع کنند یا محل کار خود را زودتر از موعد ترک کنند تا بتوانند به حوزه خود بروند و رای دهند. اتحادیه کارگران خودرو برای تعطیل اعلام کردن روز انتخابات برای تولیدکننده‌های خودروی داخلی مذاکراتی انجام داده است. در ژانویه ۲۰۱۹، ساندوسکی، اوهایو، به اولین شهر بدل شد که با حذف روز کلمبوس، روز انتخابات را به روز تعطیل با حقوق برای کارمندان شهرداری تبدیل می‌کند.
در ۱۲ آوریل ۲۰۲۰، فرماندار ویرجینیا رالف نورتام قانونی را امضا کرد که روز انتخابات را به عنوان تعطیل رسمی تعیین می‌کرد. در ۱۶ ژوئن ۲۰۲۰، فرماندار ایلینوی جی بی پریتزکر نیز قانونی را امضا کرد که روز انتخابات را به عنوان تعطیل تعیین می‌کرد.
جان کانیرز، نماینده دموکرات از میشیگان، قانون روز دموکراسی سال 2005 (H. R. 63) را پیشنهاد کرد که در آن سه‌شنبهٔ بعد از اولین دوشنبهٔ ماه نوامبر در سال‌های زوج، روز دموکراسی نامیده می‌شود و تعطیل رسمی است. این لایحه در ۱۲ نوامبر ۲۰۱۴ و دوباره در ۲۵ سپتامبر ۲۰۱۸ توسط سناتور مستقل برنی سندرز ارائه شده ولی هرگز تصویب نشده است.

### رای‌گیری زودهنگام و پستی
اکثر ایالت‌ها اجازه رای‌گیری زودهنگام را می‌دهند و به رای‌دهندگان اجازه می‌دهند قبل از روز انتخابات رای خود را به صندوق بیندازند. دوره‌های رای‌گیری زودهنگام از ۴ تا ۵۰ روز قبل از روز انتخابات متغیر است. رأی‌گیری زودهنگام بدون هیچ قید و شرطی در ۳۲ ایالت و دی‌سی مجاز است. در انتخابات ریاست جمهوری سال ۲۰۰۸، ۳۰ درصد از کل آرا رای زودهنگام بود.
همچنین، همه ایالت‌ها نوعی سیستم رای‌گیری غیابی دارند. رای‌گیری از طریق پست در ۲۷ ایالت و دی‌سی بدون هیچ قید و شرطی مجاز است و در ۲۱ ایالت دیگر با دلیل مجاز است. رأی‌گیری غیابی دائمی بدون قید و شرط در ۷ ایالت به علاوهٔ دی‌سی مجاز است در کلرادو، اورگان، واشینگتن، یوتا و هاوایی، تمامی انتخابات‌های مهم از طریق رای‌گیری پستی انجام می‌شود و برگه‌های رأی چندین هفته قبل از روز انتخابات برای رأی دهندگان ارسال می‌شود.
در ۲۹ ایالت، آرای پستی باید در روز انتخابات یا قبل از آن دریافت شود. سایر ایالت‌ها مهلت‌های بیشتری دارند، مثلاً قانون انتخابات کالیفرنیا اجازه می‌دهد که برگه‌های رای پستی که تا ۱۷ روز پس از روز انتخابات به دفتر آن رسیده شمرده و محسوب شود. برخی از ایالت‌ها، مانند تگزاس، به رای‌دهندگان خارج از کشور و اعضای ارتش زمان بیشتری برای پست کردن برگه‌های رأی می‌دهد.

### روز انتخابات در تعطیلات آخر هفته
لوئیزیانا، تا به امروز، تنها ایالت ایالات متحده است که عملاً انتخابات عمومی را در روز شنبه برگزار می‌کند، زیرا انتخابات سراسری این ایالت در سال‌های فرد برگزار می‌شود و روش منحصربه‌فرد انتخابات مقدماتی این ایالت، که نسخه‌ای از انتخابات مقدماتی فراحزبی است، معمولاً به دور دوم انتخابات نیاز دارد. اگر احتیاج به برگزاری دور دوم برای انتخابات به وجود بیاید، این انتخابات در روز انتخابات (سه‌شنبه) برگزار می‌شود.